# Papillidiopsis papillata
Papillidiopsis papillata là một loài Rêu trong họ Sematophyllaceae. Loài này được (Zanten) W.R. Buck & B.C. Tan mô tả khoa học đầu tiên năm 1989.